# Brongniartia ulbrichiana
Brongniartia ulbrichiana är en ärtväxtart som beskrevs av Hermann August Theodor Harms. Brongniartia ulbrichiana ingår i släktet Brongniartia och familjen ärtväxter. Inga underarter finns listade i Catalogue of Life.